# Saint Luc peignant la Vierge (Vasari)
Pour les articles homonymes, voir Saint Luc peignant la Vierge.
Saint Luc peignant la Vierge est une peinture à fresque de Giorgio Vasari, un retable réalisé après 1565 pour la chapelle des peintres de la basilique de la Santissima Annunziata de Florence.

## Historique
Le tableau était destiné à illustrer la chapelle des peintres où sont enterrés sous le dallage nombre de peintres illustres. il y figure en retable de l'autel de la chapelle de la confrérie des peintres, dédié à saint Luc, devenu saint patron  des artistes.

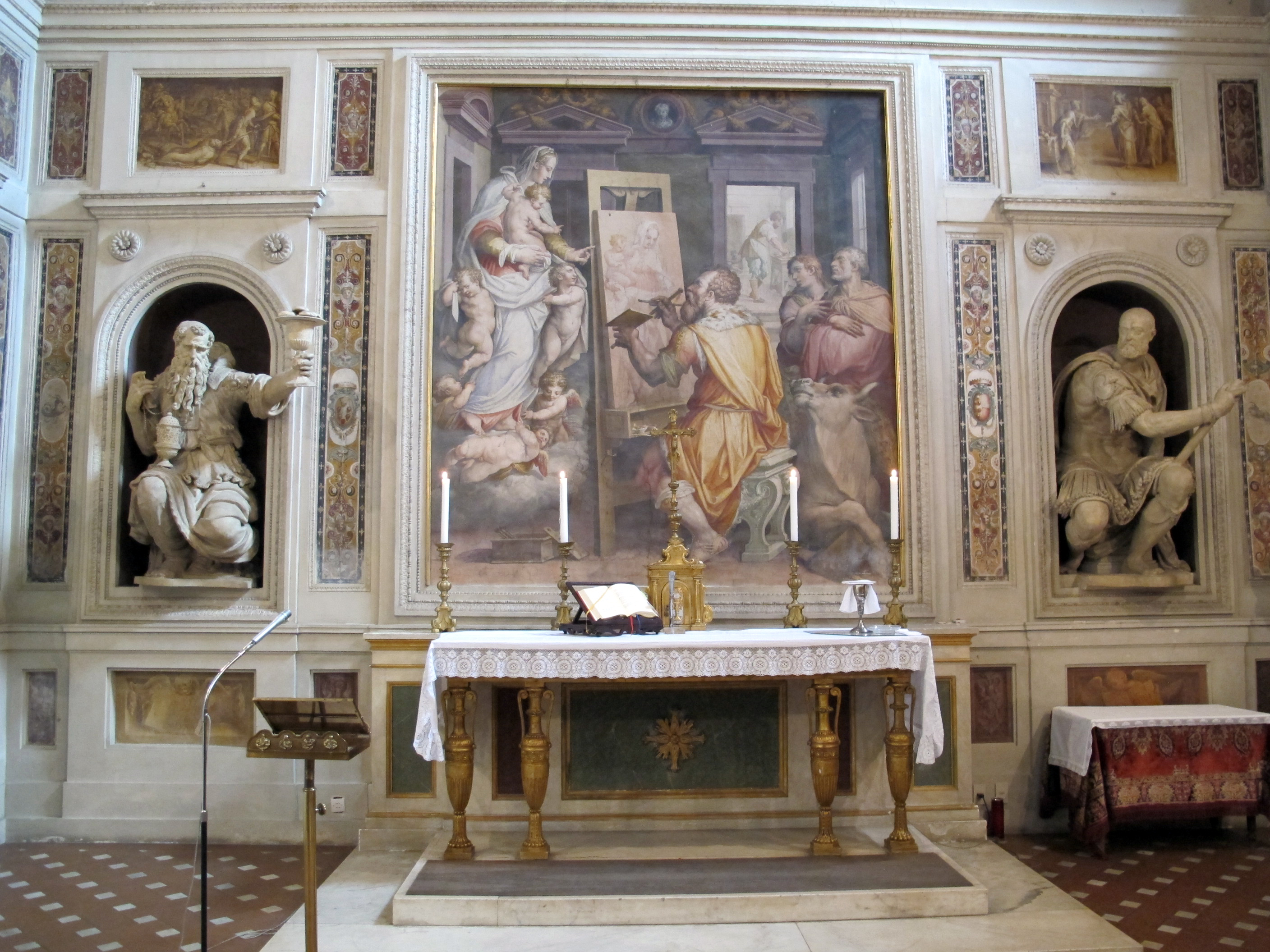
Autel de la chapelle et le retable.

## Iconographie
Il s’agit d’une représentation devenue une norme  au XIVe siècle  de l'iconographie chrétienne depuis l'attribution légendaire d'une icône orthodoxe à saint Luc au VIe siècle : la scène se passe dans un atelier, saint Luc accompagné du bœuf ailé du tétramorphe en attribut, devant un chevalet, peint la Vierge qui pose devant lui. D'autres personnages saints peuvent assister à la scène.

## Description
Saint Luc, au centre de la composition, assis sur un tabouret aux formes architecturales, accompagné de son pinceau, de sa palette  et d'un bâton,  peint sur le tableau posé sur un grand chevalet devant lui, la Vierge portant l'Enfant, apparaissant à sa gauche,  portée par des angelots sur un nuage ne reposant pas au sol.
Une palette et une boîte de couleurs sont posées près du pied gauche du chevalet. Sur le côté droit de la composition on distingue depuis le bas le bœuf ailé assis tournant la tête vers le peintre ; deux personnages contemplent le tableau en cours de réalisation.
En dehors de la pièce constituant l'atelier aux reliefs architecturaux soulignés (frontons de portes - à gauche, un circulaire - en face, deux triangulaires surbaissés, médaillon à buste, guirlandes) on distingue au-delà de l'ouverture de droite en face, un homme occupé à sa besogne sur un établi (saint Joseph ?) dans une pièce éclairée.